# Лондонски споразум (1839)
Лондонски споразум потписан је 19. априла 1839. између великих европских сила, Уједињене Краљевине Низоземске и Краљевине Белгије. Био је то директан наставак Споразума XVIII чланака из 1831. године, који је Холандија одбила да потпише, и резултат преговора на Лондонској конференцији 1838–1839, који су настојали да се одржи Концерт Европе.
Према споразуму, европске силе су признале и гарантовале независност и неутралност Белгије и успоставиле пуну независност дела Луксембурга на коме се говори немачки. Члан VII захтевао је од Белгије да трајно остане неутрална. Након немачке инвазије 1914, Белгија је напустила своју политику неутралности (осим кратког, неуспешног наставка од 1936. до 1940.).

## Позадина
Од 1815, Белгија је била невољни део Уједињене Краљевине Низоземске Холандије. Белгијанци су се 1830. одвојили и успоставили независну Краљевину Белгију. Претежно католичко становништво није могло да прихвати фаворизовање холандског краља према протестантизму, док су француски говорници били иритирани његовим презиром према француском језику, а средња класа се противила холандској монополизацији јавних функција. Либерали су владавину краља Вилема I сматрали деспотском, док је међу радничком класом постојао висок ниво незапослености и индустријских немира.
Борбе мањег обима – погибију око 600 добровољаца обележава се на Тргу мученика у Бриселу – праћено је међународном нагодбом 1831. Међутим, нагодбу нису прихватили Холанђани, који су напали земљу у јесен 1831; и требало је да француска војска поново заузме Антверпен 1832. пре него што су Белгија и Холандија уопште могле да се договоре о примирју. Неколико година касније, Холандија је признала да ће добити више територије прихватањем споразума из 1831. него пуким наставком примирја. Белгијска влада је протестовала, уз подршку Француске, против касне имплементације услова поравнања, али је Британија прихватила холандски захтев; а 1839. Холанђани су прихватили белгијску независност (и повратили спорне територије) Лондонским споразумом. Истовремено, све велике силе гарантовале су независност Белгије од Холандије.

## Територијалне последице
Споразумом су јужне провинције Холандије, де факто независне од 1830. године, постале међународно признате као Краљевина Белгија, док је покрајина Лимбург подељена на белгијски и холандски део.
Велико Војводство Луксембург је било у персоналној унији са Холандијом и истовремено чланица Немачке конфедерације.Споразум је поделио велико војводство. Изгубила је две трећине своје територије због нове белгијске покрајине Луксембург. Поделом је остало велико војводство, које је покривало једну трећину првобитне територије и насељено половином првобитног становништва, у персоналној унији са Холандијом, под краљем-великим војводом Вилемом I (и касније Вилемом II и Вилемом III). Овај аранжман је потврђен Лондонским споразумом из 1867, познатим као 'Други Лондонски споразум' у односу на споразум из 1839. године, и трајао је до смрти краља-великог војводе Вилема III 23. новембра 1890.

## Белгијска неутралност
Де факто независност Белгије успостављена је кроз девет година повремених борби 1830-их против Холандије. Супотписници Лондонског споразума признали су независну Краљевину Белгију. Пет великих европских сила (Аустрија, Пруска, Русија, Уједињено Краљевство и Француска) такође су се обавезале да ће гарантовати неутралност Белгије.
Споразум је био фундаментални "законодавни" уговор који је постао камен темељац европског међународног права; посебно је био значајан у узроцима Првог светског рата. Дана 31. јула 1914. наређена је мобилизација белгијске војске и белгијски краљ је јавно скренуо пажњу Европе на чињеницу да су Немачка, Велика Британија и Француска законски обавезне да бране неутралност његове земље. Када је Немачко царство напало Белгију у августу 1914. упркос споразуму, након неодговореног ултиматума Британија је објавила рат 4. августа. Обавештен од британског амбасадора да ће Велика Британија заратити са Немачком због њеног кршења неутралности Белгије, немачки канцелар Теобалд фон Бетман Холвег је узвикнуо да не може да верује да ће Британија и Немачка ући у рат због пуког „парчета папира“.
Образложење је можда имало барем толико везе са британским страхом да би недостатак њихове помоћи који би довео до могућег пораза Француске могао довести до немачке хегемоније у западној Европи, при чему је Кристофер Кларк истакао да је британски кабинет 29. јула 1914. одлучио да, пошто је потписник уговора из 1839, гарантује да се Белгија не обавезује да се војна Белгија супротстави на границама Немачке са Белгијом.

## Гвоздена Рајна
Лондонски споразум је такође гарантовао Белгији право на транзит железницом или каналом преко холандске територије као излаза у немачки Рур. Ово право је поново потврђено у пресуди Сталног арбитражног суда од 24. маја 2005. у спору између Белгије и Холандије око железничке пруге.
Белгија је 2004. затражила поновно отварање железничке пруге Гвоздена Рајна. То је био резултат све већег транспорта робе између луке Антверпен и немачке Рурске области. Као део европске политике модалне промене на повећаном саобраћају робе, превоз преко железничких и пловних путева сада је био префериран у односу на друмски транспорт. Белгијски захтев је био заснован на споразуму из 1839. и Уговору о Гвозденој Рајни из 1873. После низа неуспешних преговора, белгијска и холандска влада сложиле су се да изнесу то питање пред Стални арбитражни суд и поштују његову одлуку у том случају.
У пресуди од 24. маја 2005. године, суд је признао и белгијска права према споразуму о престанку рада из 1839. и холандску забринутост за део природног резервата Националног парка Мајнвег. Суд је утврдио да је споразум из 1839. још увек био на снази, дајући Белгији право да користи и модернизује Гвоздену Рајну. Међутим, Белгија би била у обавези да финансира модернизацију пруге, док је Холандија морала да финансира поправке и одржавање трасе. Обе земље су требале да деле трошкове тунела испод природног резервата.

### Примарни извори
- Sanger, Charles Percy; Norton, Henry Tertius James (1915). England's guarantee to Belgium and Luxemburg: with the full text of the treaties. G. Allen & Unwin Limited.